# Александар Мутафджич
Александар Мутавджич (на сръбски: Александар Мутавџић; на сърбохърватски: Aleksandar Mutavdžić) е сръбски футболист.

## Биография
Роден е на 3 януари 1977 в Кралево Сърбия. Играе като ляв и централен защитник. В момент играе в гръцкия Пансерайкос. От януари 2006 до лятото на 2006 г. е футболист на ЦСКА. Играл е в отборите на Цървена Звезда (1994), Раковица (1994, 1995), Рад (Белград) (1994 – 1998), Герминал Беерсхот (1999 – 2002), Стандарт (Лиеж) (2002 – 2006), Серкъл Брюж (2006 – 2007), КАА Гент (2007 – 2009), Пансерайкос (от 2009 г.).